# Gravel and Tar La Femme
La Gravel and Tar La Femme és una carrera ciclista professional d'un dia que es disputa a la regió de Manawatu-Wanganui, a Nova Zelanda. És la versió femenina de la homònima masculina. La cursa té un recorregut d'uns 120 km, amb inici i final a Palmerston North i inclou en el seu recorregut 5 sectors de grava que sumen uns 40 km. Es disputa des del 2019 com a part del Calendari femení de l'UCI i amb una categoria 1.2.

## Palmarès
| Any  | Vencedora          | Segona          | Tercera          |         |
| ---- | ------------------ | --------------- | ---------------- | ------- |
| 2019 | Brodie Chapman     | Jenna Merrick   | Rylee McMullen   |         |
| 2020 | Niamh Fisher-Black | Samara Sheppard | Ella Bloor       |         |
| 2021 | Olivia Ray         | Sharlotte Lucas | Rylee McMullen   |         |
| 2022 | suspesa            | suspesa         | suspesa          | suspesa |
| 2023 | suspesa            | suspesa         | suspesa          | suspesa |
| 2024 | Kate McCarthy      | Sammie Maxwell  | Charlotte Clarke |         |